# 高橋道映
高橋道映（たかはし みちえい、1943年 - )は、新潟日報社の元代表取締役社長。新潟市出身。日本大学法学部卒業。

## 略歴
- 1966年 - 新潟日報社入社。
- 本社報道部長、編集局長などを歴任。
- 2000年 - 同社取締役編集局長。
- 2006年 - 同社専務取締役。
- 2008年2月8日 - 同社代表取締役社長に内定。
- 2008年3月18日 - 同社代表取締役社長に就任。
- 2014年3月13日 - 社長を退任、相談役に就任[1]。
- 2016年 春の叙勲で旭日中綬章を受章[2]。

## 参考
- 新潟日報朝刊2008年2月8日より